# Костино (деревня, Дзержинский район)
Костино  — деревня в Дзержинском районе Калужской области России. Входит в состав сельского поселения «Угорское».

## География
Возле деревни расположена станция «108 км» Московской железной дороги, железнодорожный путь проходит вдоль северо-восточной границы деревни. Через деревню протекает река Грязненка, в центре деревни на ней устроен пруд.

## Население
| 2002 | 2010 |
| ---- | ---- |
| 65   | ↘60  |

## История
Костино, как и расположенное неподалёку Галкино, в XVIII веке принадлежало графам Чернышёвым и Салтыковым. В селе стояла каменная Архангельская церковь 1745 года постройки. Храм согласно описанию 1782 года был каменный. До настоящего времени церковь не сохранилась — была разрушена во время Великой Отечественной войны. Уцелела расположенная рядом неизвестная часовня.